# Pezinok (zámek)
Pezinský zámek (nazýván též Zámok Pezinok nebo Šimák Zámok Pezinok) je renesanční zámek nacházející se v centru slovenského města Pezinok v parku, původně středověké sídlo s opevněním pomocí vodních zdrojů - vodní hrad. Nachází se na jihovýchodním úpatí pohoří Malé Karpaty, v městě Pezinku (152 m n. m.).

## Historie

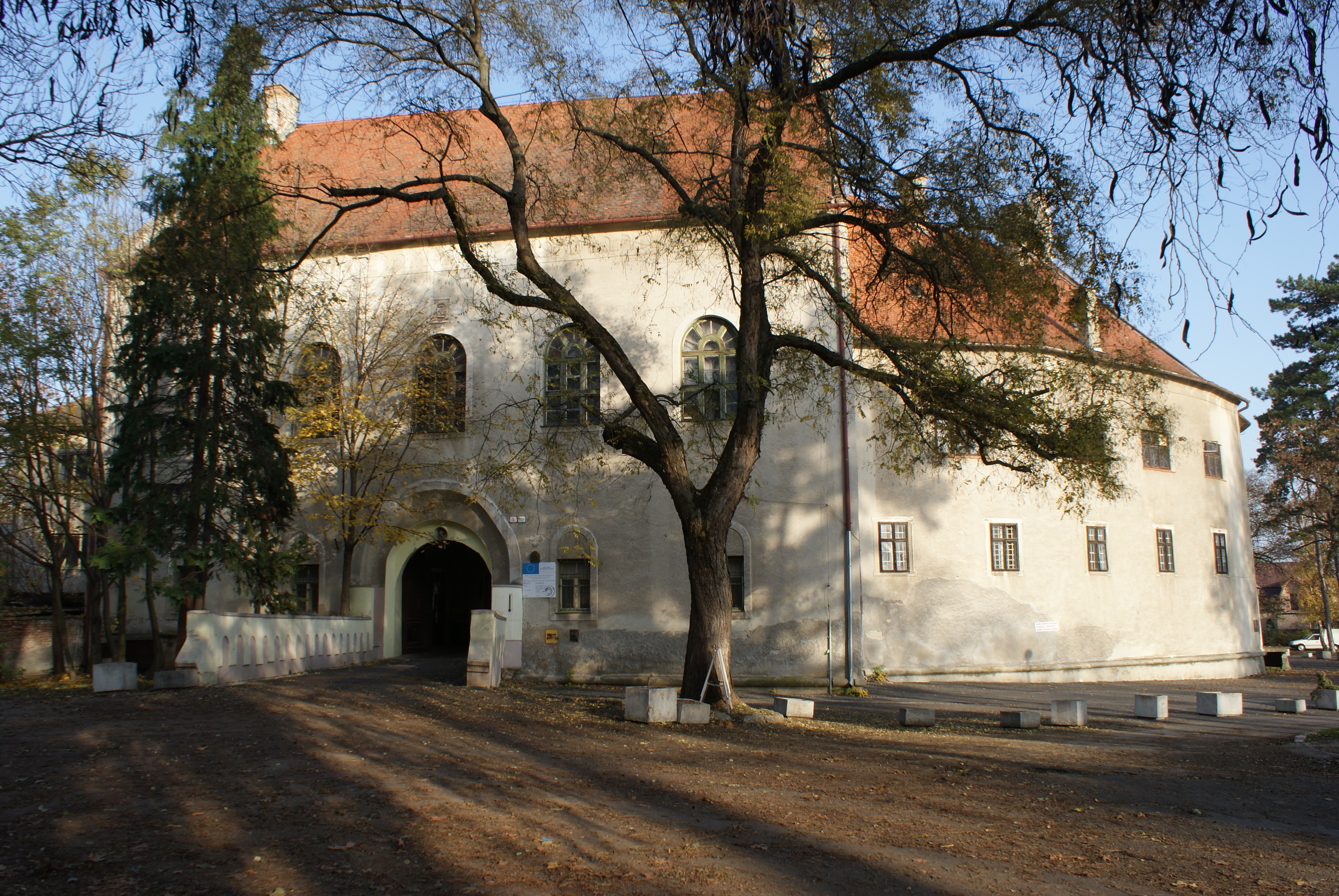
Hlavní vchod do zámku

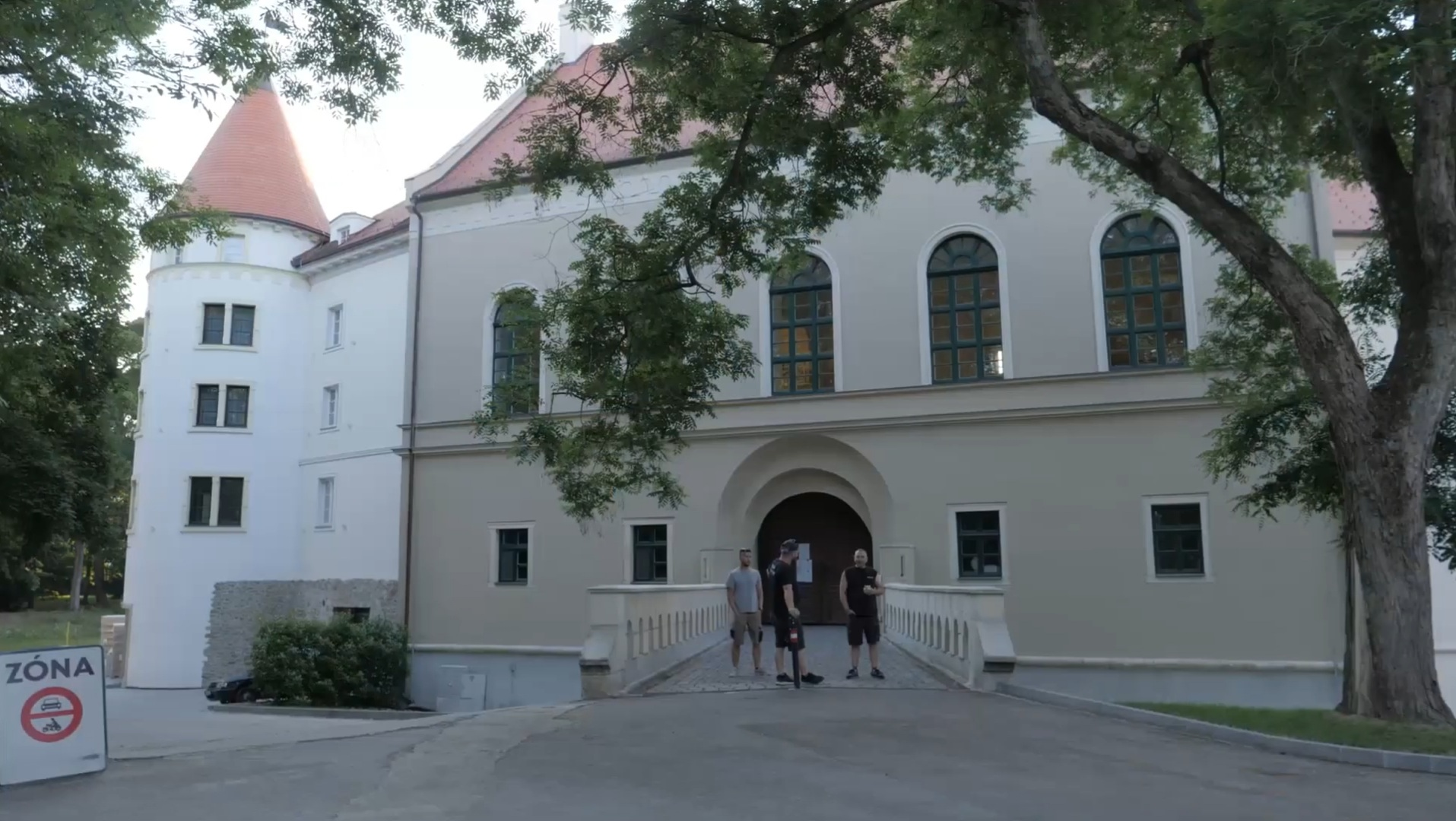
Vstupní brána s mostem a věž v roce 2021

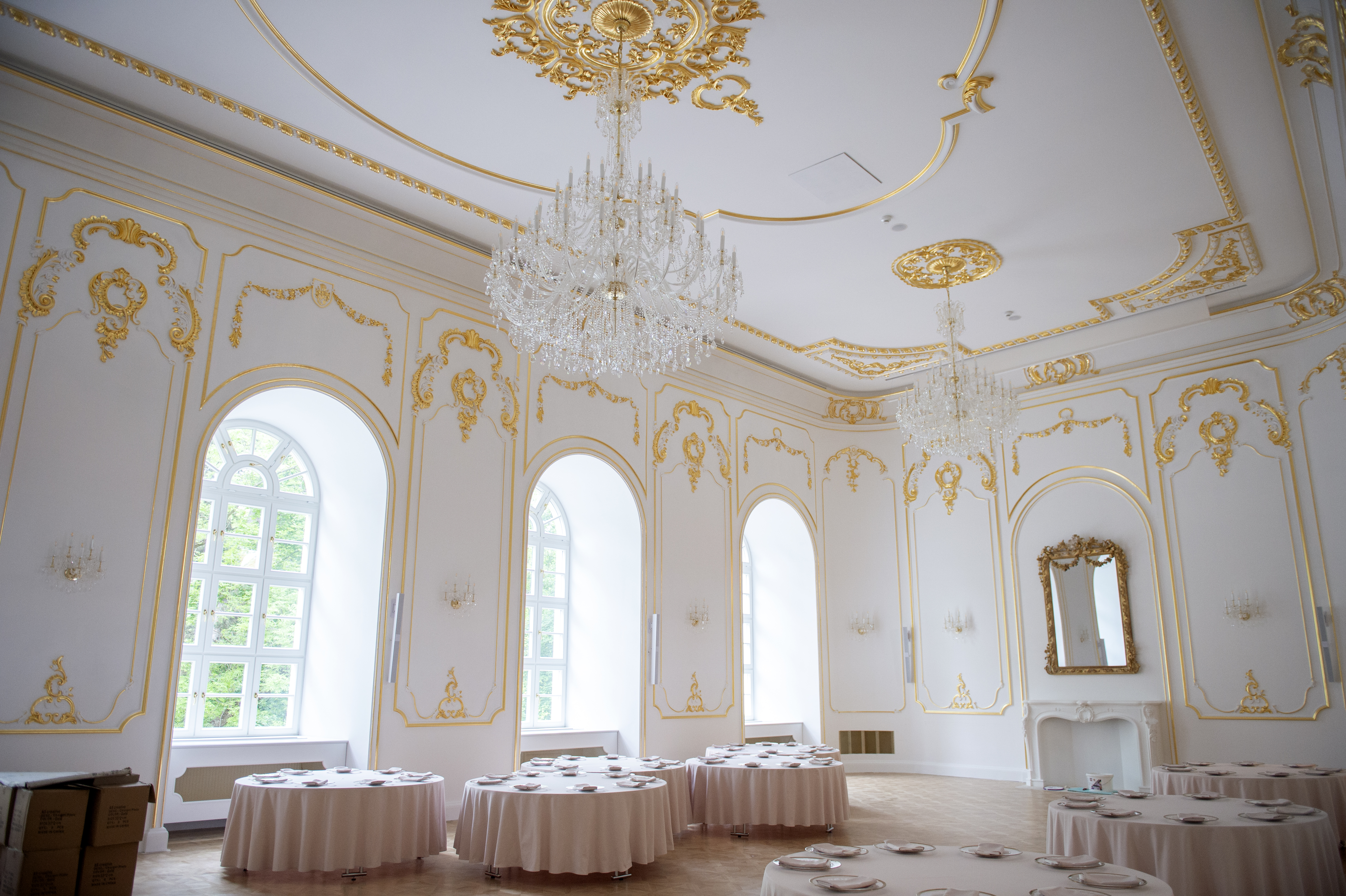
Zlatá sála Kataríny Palffy (v minulosti také nahrávací studio vydavatelství Opus)

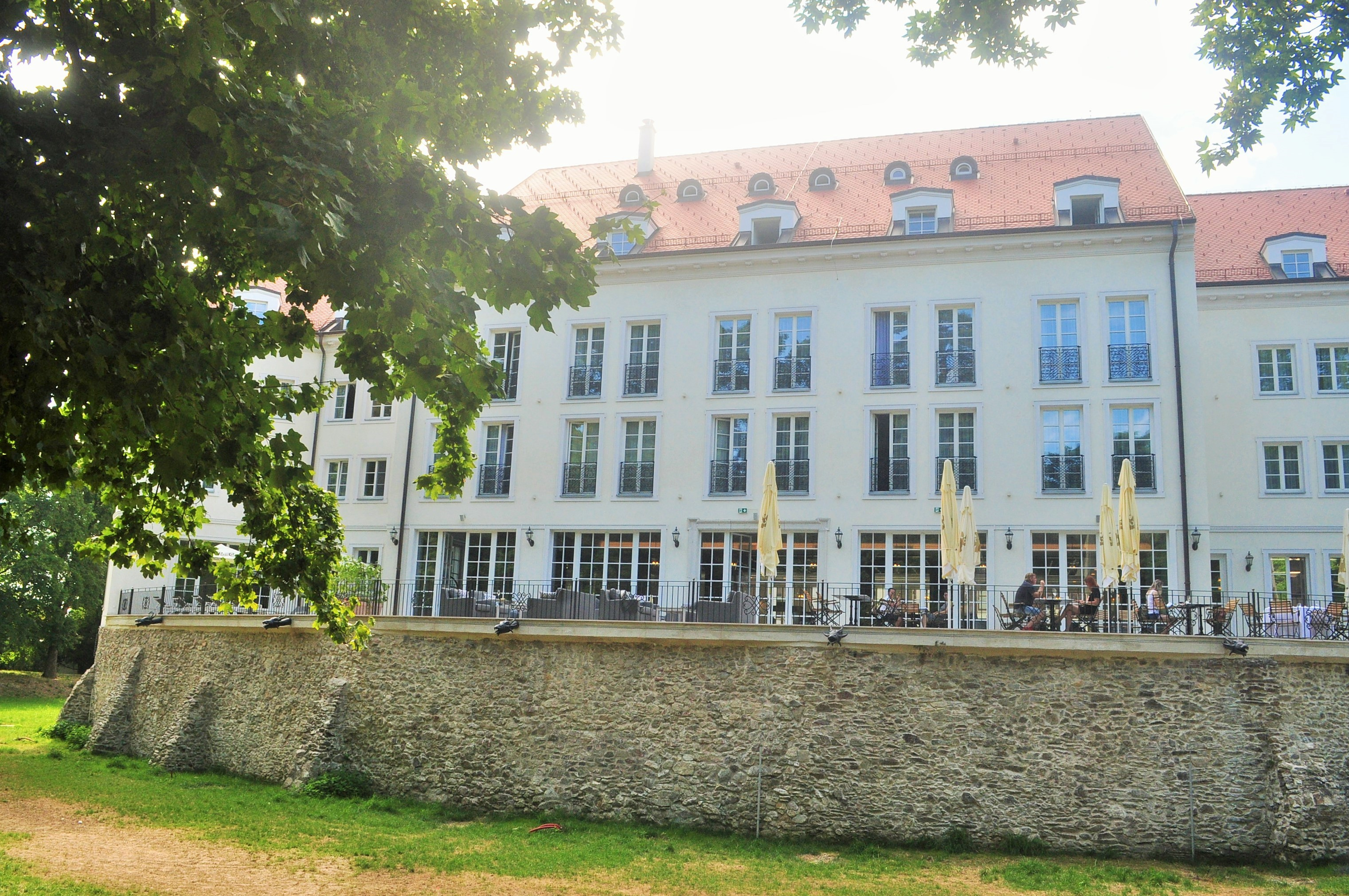
Pohled na Palace Art Hotel z parku

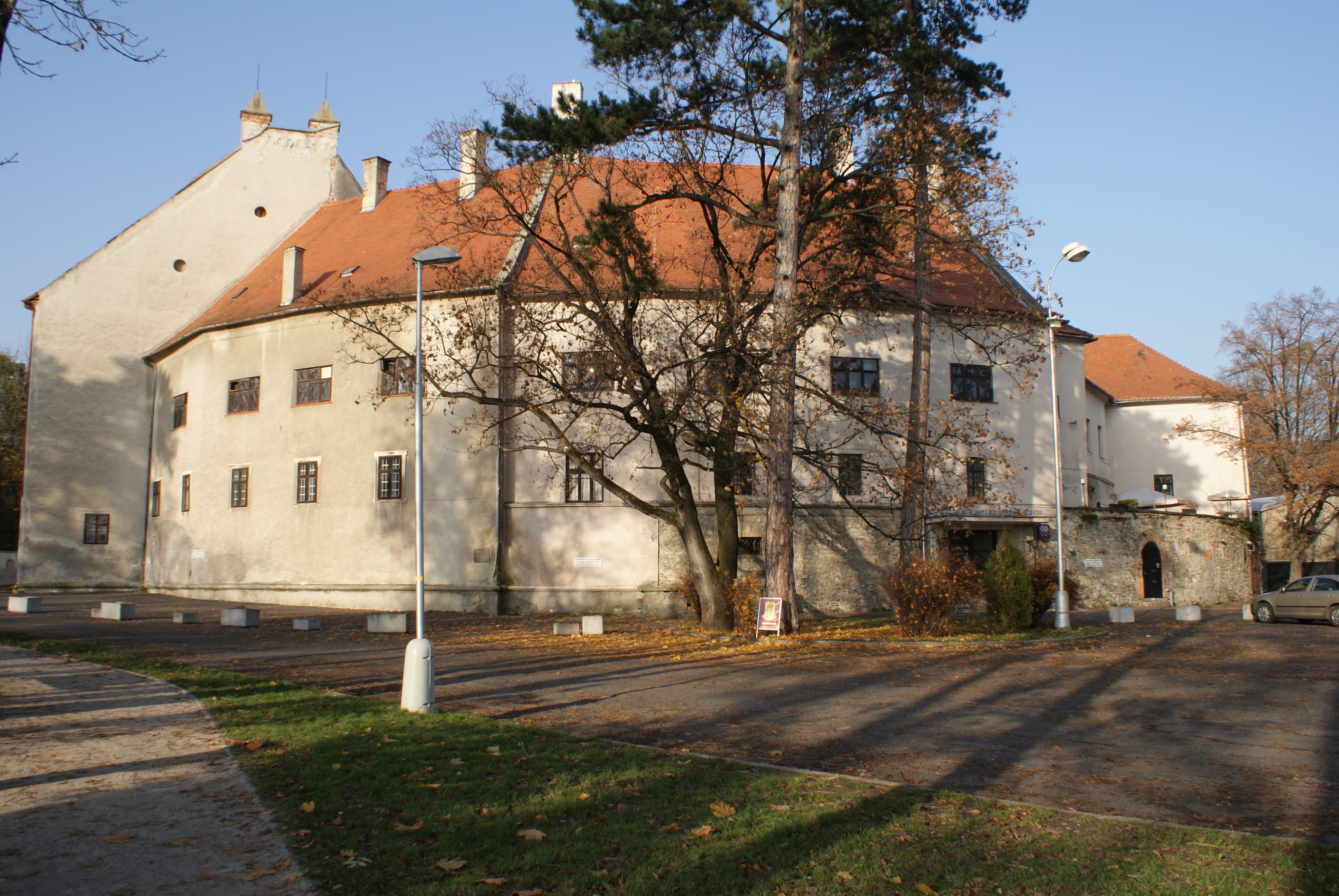
Zámek v roce 2009

Už před rokem 1271 v Pezinku byl postaven hrad, na který stejně tak jako i na ostatní hrady v okolí útočila vojska českého krále Přemysla Otakara II. Byl vybudován jako vodní hrad. Obklopovaly jej dva příkopy naplněné vodou z Cajlanského potoka. Nad nimi se klenuly dva padací mosty. Na násypu mezi příkopy stály hospodářské budovy. Majetky rodiny hrabat ze Svatého Jura a Pezinku (která se časem rozdělila na dvě větve) její příslušníci nejednou dělili. Takovouto akci uskutečnili v Pezinku v roce 1401. Dělení nebylo jednoduché - různé spory trvaly až do roku 1429. Hrabě Juraj a jeho bratr Mikuláš, kteří patřili mezi nejbohatší a nejvlivnější šlechtické rody v Uhersku, si tehdy dělili hrad i městečko Pezinok. Při tomto dělení popsali jednotlivé rozdělené části i samotný hrad. 
Když se hrad dostal v roce 1575 do zástavy Janu Krušičovi, byly na něm započaty opravné práce, ve kterých ihned nato pokračoval i nový majitel Štěpán I. Illesházy. Hrad dostal novou renesanční podobu, byly rozšířeny a upraveny obytné a hospodářské budovy. V 17. století hrad pustl a opravit jej dal v roce 1718 Jan Bernard Pálffy. Areál hradu je zachycen na plánu města Pezinku z roku 1785. 
Pálffyové nechali v průběhu 19. století provést dvě úpravy - roku 1844, a hlavně po roce 1875, to když část hradu úplně přestavěli v romantizujícím stylu. Až po těchto úpravách hradu na panské sídlo byl potlačen obranný ráz hradu. V téže době došlo také k úpravám zámecké zahrady, přetvořili ji na anglický park se vzácnými dřevinami. V roce 1875 oheň zničil severní hospodářskou část zámku. Koncem 19. století byla upravena jižní část, kde je dnes umístěna zámecká vinárna, v romantickém duchu a neorenesančním stylu. Tato podoba se zachovala dodnes.
Velké úpravy zažil zámek v letech 1940-43, kdy nový majitel - Slovenské vinohradnické družstvo - zadaptovalo sklepy a přistavělo na místě vyhořené části architektonicky necitlivou administrativní budovu. V objektu je zachován velký historický sál, který zdobí malby pezinských malířů Bártů. 
Zámek si navzdory mnoha přestavbám zachoval středověkou podobu vodního hradu, nyní už na Slovensku ojedinělou.

## Současný stav
V současnosti je v prostorách zámku umístěna reprezentační vinárna a restaurace. Je možné prohlédnout si i sklepy se starou sudovinou a novodobou podobu Pálfyovské přestavby jakož i okolí - park s vodními plochami. V ostatní, původní části zámku, se v současnosti nacházejí z historického hlediska citlivě obnovené Pálffyho apartmány včetně velkého historického sálu zdobeného nástěnnými malbami vinařských měst a vesnic (konají se zde historické prohlídky), jakož i Galerie skla s cennými uměleckými díly sklářských mistrů.

## Exteriér
Nejstarší jádro dnešního hradu pochází už ze začátku 14. století a tvořil ho typ vodního hradu. Areál hradu obklopovala dvojitá hradební zeď. Vnější zeď (parkán) měla bránu, nad kterou se tyčila věž. Vnitřní část kruhového půdorysu vyplňovala věž a obytné budovy. Uzavírala ji obranná zeď a do jeho brány se vstupovalo přes most nad příkopem. Pozdější přestavby tuto podobu hradu úplně zastřely.